# 杭华股份
杭華油墨股份有限公司，簡稱杭華股份（英語：Hangzhou Tokaink Co., Ltd.，上交所：688571），在1988年，由杭州油墨總廠（2001年成為杭州市實業投資集團有限公司旗下）、株式會社T&K Toka（2024年成為貝恩資本旗下）和中國銀行股份有限公司浙江省分行共同最早於總部杭州設立中外合資企業，業務為在全球經營生產和銷售各類油墨產品。

## 历史[2]
在1988年，由杭州油墨總廠（2001年成為杭州市實業投資集團有限公司旗下）、株式會社T&K Toka（2024年成為貝恩資本旗下）和中國銀行股份有限公司浙江省分行共同最早於總部杭州設立中外合資企業。
在2007年，於省外設立湖州、安慶子公司。
2010年，投資廣西蒙山梧華林產科技有限公司。
2014年，收購杭州杭華印刷器材有限公司、廣州杭華油墨有限公司。
股份在2020年12月11日於上交所科創板上市，發售定價為5.33元人民幣，發售股份為3.2億股，而集資額為17.056億元人民幣，主要用作年产 1 万吨液体油墨及 8,000 吨功能材料项目（二期工程）、新材料研发中心项目，和補充流動資金。
2023年，收購汕头市光彩新材料科技有限公司。